# Winsor & Newton

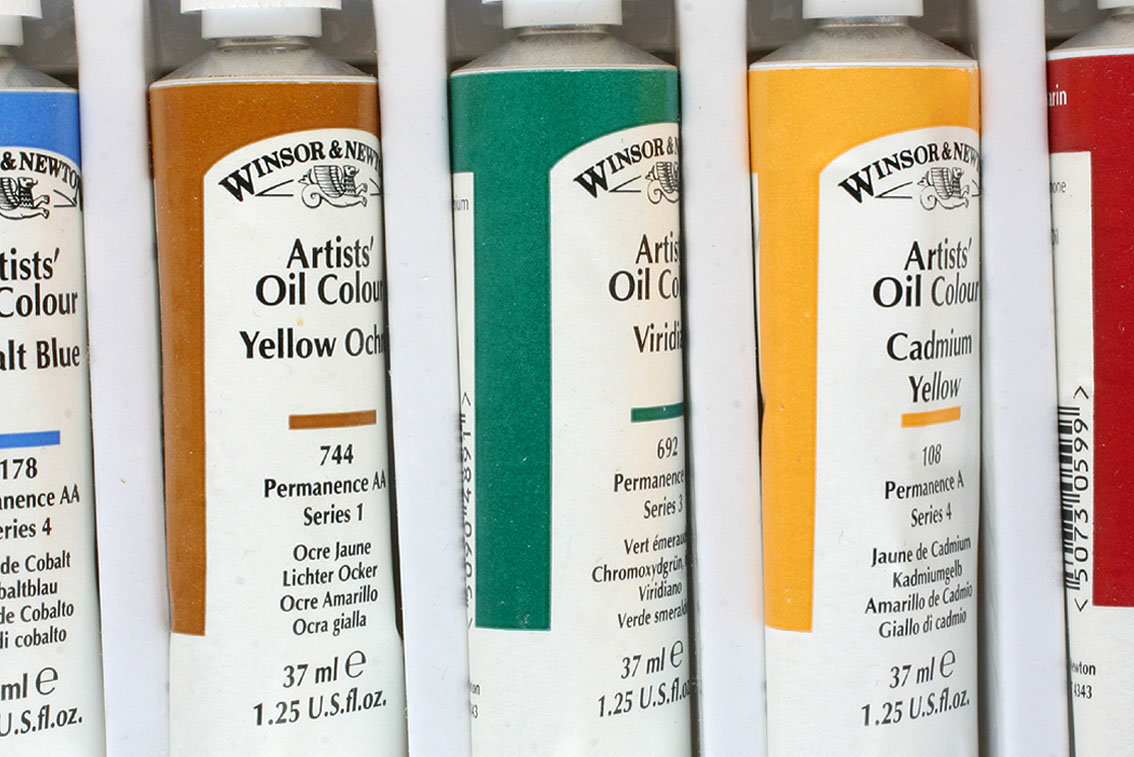

Winsor & Newton är ett varumärke och företag inom Colart-koncernen. Deras utbud av konstnärsmaterial inkluderar konstnärsfärger, såsom oljefärg, akrylfärg, akvarell och gouache, samt penslar, målardukar, papper och diverse tillbehör.

## Historia
Winsor & Newton grundades 1832 i London, av kemisten William Winsor och konstnären Henry Newton. Det växte till det största brittiska företaget inom konstnärsmaterial i slutet av 1800-talet, och blev ett av de största inom området även internationellt.
Företaget börsintroducerades 1957 och blev 1976 uppköpt av Reckitt & Colman.
År 1990 köptes Winsor & Newton av AB Wilh. Becker och det ingår sedan 1992 i Colart-koncernen.
Winsor & Newtons produkter tillverkas av Colart, som samlat sina produktionsanläggningar i England, Frankrike och Kina.